# Валійський Аркадій
Арка́дій Валі́йський (23 січня 1894, Чернігів — 1976, Нью-Йорк) — український військовий діяч, старши́на (офіцер) Армії УНР. Чоловік акторки Марії Валійської.

## Життєпис
Народився 23 січня 1894 у місті Чернігові.
Після закінчення Чернігівської гімназії був мобілізований до Російської Імператорської армії. Офіцерський чин поручника отримав на фронті під час Першої світової війни.
В 1917 році на чолі свого піхотного батальйону перейшов до Української армії. У війні з військами Червоної Росії поручник А. Валійський відзначився в боях під Житомиром.
Закінчивши викладацькі курси, став інструктором у Школі підхорунжих у Житомирі.
У 1919 році як командир сотні курсантів брав участь у бойових діях Волинської групи Армії УНР. Після передислокації Житомирської школи підхорунжих до Кам'янця-Подільського й перепрофілювання її в Юнацьку (Юнкерську) школу очолював курсантський курінь.
Після катастрофи Армії УНР у кінці листопада — на початку грудня 1919 року перебував з Юнацькою школою в м. Ясло на території Підкарпатського воєводства Польщі.
Від серпня 1920 року воював проти Червоної Росії з курсантським куренем у складі відродженої Армії УНР під командою генерала Михайла Омеляновича-Павленка. Досяг звання підполковника.
Після відступу в кінці листопада 1921 за ріку Збруч на територію Польщі перебував із своїми курсантами в концентраційних таборах інтернованих вояків Армії УНР у Ланьчуті, Вадовицях і Каліші. В Калішському концтаборі № 10 закінчив однорічні Академічні курси Генштабу Армії УНР.
Після звільнення вояків Армії УНР з концтаборів у 1924 році працював у Польщі. В 1926 році записався на контракту службу у Війську Польському. Служив в 81-му піхотному полку в м. Гродно (Західна Білорусь) в званні майора.
У 1931 році А. Валійський успішно закінчив дворічну Вищу Військову Школу у Варшаві (Академію Генштабу Війська Польського).
У вересні 1939 року в складі частин Війська Польського обороняв Варшаву від німців. У кінці вересня після здачі Варшави пораненим попав у німецький полон й перебував у офлагу «А» для офіцерів Війська Польського в Лукенвальді під Берліном.
У 1940 році ротмістр Абверу й колишній хорунжий Галицької Армії Олександр-Іван Пулюй-Пухер звільнив полковника А. Валійського з полону й доставив разом з Борисом Барвінським і Яковом Гальчевським (Войнаровським) до Варшави. У Варшаві полковник А. Валійський співпрацював під час німецької окупації з Головним Отаманом Армії УНР Андрієм Лівицьким і Військовим міністром Володимиром Сальським.
У березні 1945 року Головний Отаман А. Лівицький підвищив полковника Аркадія Валійського до рангу генерала-хорунжого, а організатор Української Національної Армії в Збройних силах Німеччини генерал-поручник Павло Шандрук призначив його керівником Штабу УНА.
Разом з генералом П. Шандруком вони прийняли у Південній Австрії присягу 1-ї Української дивізії УНА (колишньої 14-ї Гренадирської дивізії Зброї СС «Галичина») на вірність Україні, вийшовши з підпорядкування Зброї СС.
Разом з 1-ю Українською дивізією і Штабом УНА генерал А. Валійський здався 9 травня 1945 року в полон Британській армії.
Перебував разом з вояками Дивізії в концтаборі в м. Ріміні в Італії.
Після звільнення в 1948 році з британського полону опікувався ветеранськими організаціями у Військовому міністерстві УНР на еміграції.
Помер Аркадій Валійський 16 вересня 1976 року в Нью-Йорку (США).
Похований на українському православному цвинтарі у Баунд-Бруку, штат Нью-Джерсі.
Автор спогадів з історії Визвольних змагань українського народу в 1917—1921 роках, а також з періоду праці на посту керівника Генштабу Армії УНР у Варшаві напередодні Другої світової війни.